# Hamilton (Alabama)
Hamilton é uma cidade localizada no estado americano do Alabama, no Condado de Marion.

## Demografia
Segundo o censo americano de 2000, a sua população era de 6786 habitantes.
Em 2006, foi estimada uma população de 6517, um decréscimo de 269 (-4.0%).

## Geografia
De acordo com o United States Census Bureau, a localidade tem uma área de 93,5 km², sem área coberta por água.

## Localidades na vizinhança
O diagrama seguinte representa as localidades num raio de 24 km ao redor de Hamilton.